# Fünfsternreihe

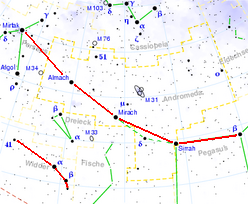
Die Fünfsternreihe im Sternbild Andromeda und den Nachbarsternbildern. Die fünf Sterne 2. Größe sind den Großteil des Jahres zu sehen. Darunter der kleine Bogen des Sternbilds Widder.

Als Fünfsternreihe wird eine helle, etwa 60° lange Sternreihe bezeichnet, die vom Sternbild Perseus über die drei Hauptsterne der Andromeda bis zum Pegasus verläuft. Durch ihre polnahe Lage ist sie fast das ganze Jahr zu sehen. Die 5 Sterne sind alle von zweiter Größe, gehören also zu den hellsten 50 Sternen am nördlichen Sternenhimmel.
Abends ist die Fünfsternreihe am besten im Herbst zu sehen, wenn sie fast im Zenit steht. Im Winter und Frühjahr reicht sie von Zenitnähe bis fast zum West- und Nordwesthorizont, und am Sommerhimmel der zweiten Nachthälfte von Osten her in Richtung Zenit. In der Mitte der Sternreihe findet man (3° nördlich) den Andromedanebel, der freiäugig als kleines Wölkchen erscheint.
Der Name wurde um 1920 von Oswald Thomas geprägt, dem Gründer des Siebenbürger und österreichischen Astrovereins und des Wiener Astronomischen Büros. Durch seine Fach- und populären Bücher und hunderte von ihm gehaltenen Sternabende am Sommerhaidenweg in Wien hat sich der Begriff in der Amateurastronomie bald etabliert.
Die Sterne der Fünfsternreihe sind von Osten nach Westen:
- Mirfak (Perseus)
- Alamak (Andromeda)
- Mirach (Andromeda)
- Sirrah (Andromeda)
- Scheat (Pegasus)